# Moritz Gröbe

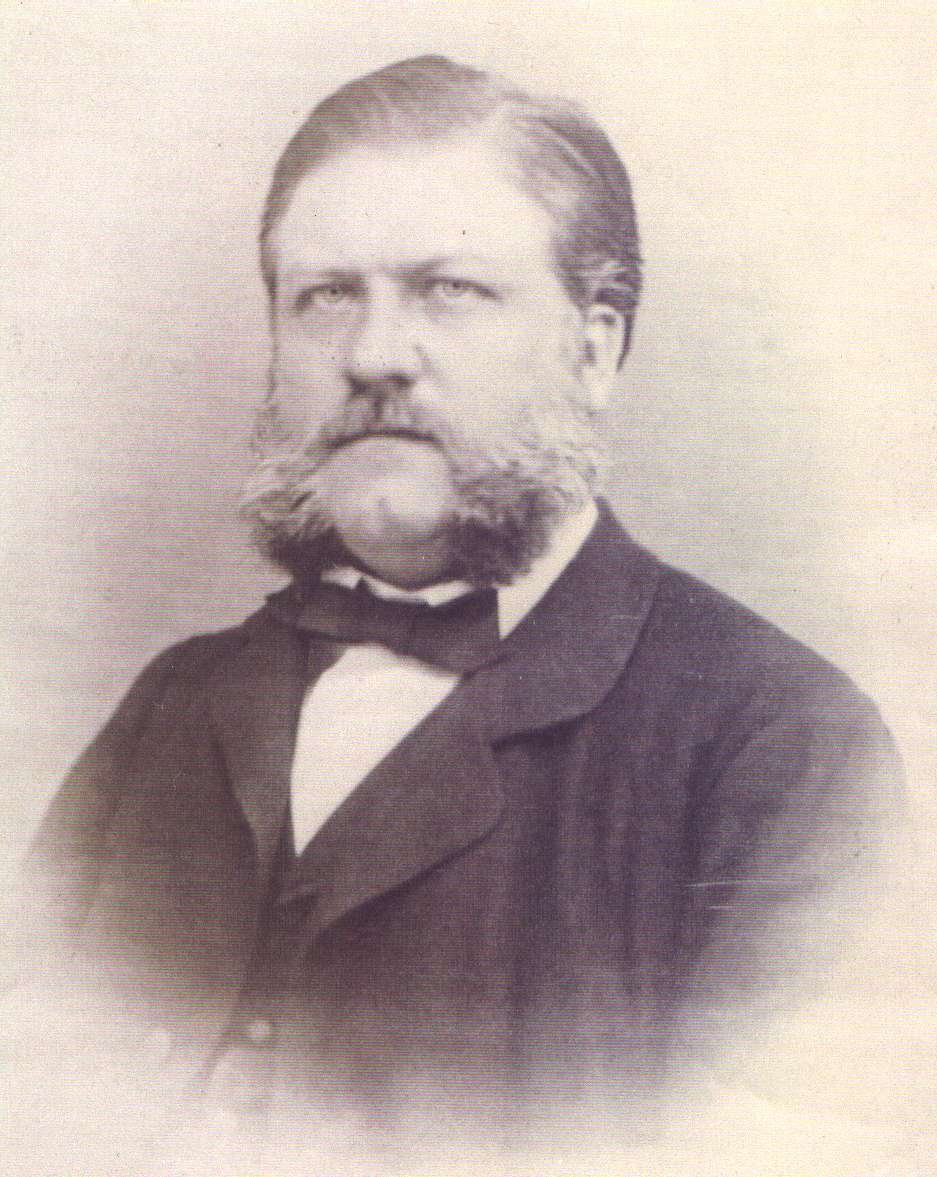
Moritz Gröbe

Moritz August Gröbe, auch Mořic oder Mauritius Groebe (* 14. September 1828 in Kahla, Herzogtum Sachsen-Altenburg; † 5. März 1891 in Vršovice, Königreich Böhmen, Österreich-Ungarn), war ein deutscher Bauunternehmer und Industrieller. Er war vor allem in Prag tätig, wo die Villa Gröbe und die Havlíček-Anlagen (im Volksmund Grébovka oder Gröbovka genannt) noch heute an ihn erinnern.

## Leben
Moritz Gröbe kam 1828 im thüringischen Kahla zur Welt. Bereits in jungen Jahren zog er nach Böhmen und arbeitete in Budweis für das Bauunternehmen von Karl Adalbert von Lanna. Das Unternehmen befasste sich mit Verkehrsbauten wie Brücken, Schleusen und Wehren sowie der aufkommenden Eisenbahn. Als Lanna den Firmensitz 1850 nach Prag verlegte, folgte Gröbe ihm als Prokurist in die Großstadt. 1869 wurde er Teilhaber von Tomáš Lanna, dem jüngeren Bruder des Firmenchefs, und später Gesellschafter neben Karl Adalbert von Lanna und Jan Šebek. Der Historiker Milan Hlavačka beschrieb das Unternehmen als „solide und sehr fachkompetent“. 1870 erwarb Moritz Gröbe ein karges Stück Land in den königlichen Weinbergen, dem heutigen Prager Stadtteil Vinohrady. Von 1871 bis 1888 ließ er dort eine Villa im Stil der Neorenaissance sowie einen neoromantischen Park mit über 120 heimischen und exotischen Pflanzenarten samt Pavillon und Grotte errichten. Für die Anlage von zwei Terrassen waren insgesamt 60.000 Pferdewagenladungen Erde nötig, die von der Baustelle des Prager Eisenbahntunnels herangeschafft wurden. Bei der Umsetzung seiner Vorhaben soll Gröbe mitunter „despotisch“ gewesen sein.
1881 erlitt er im Alter von 53 Jahren einen Schlaganfall und war von da an auf einen Rollstuhl angewiesen.
Moritz Gröbe war mit Marie Wilhelmine Philippine Gröbe (geb. Měchura, 1831–1901) aus Friedland in Böhmen verheiratet. Das Paar hatte zwei Söhne und drei Töchter. Gröbe starb im März 1891 im heutigen Prager Stadtteil Vršovice (Werschowitz). Er wurde in der Familiengruft auf dem Evangelischen Friedhof in Karolinenthal beigesetzt.

## Vermächtnis

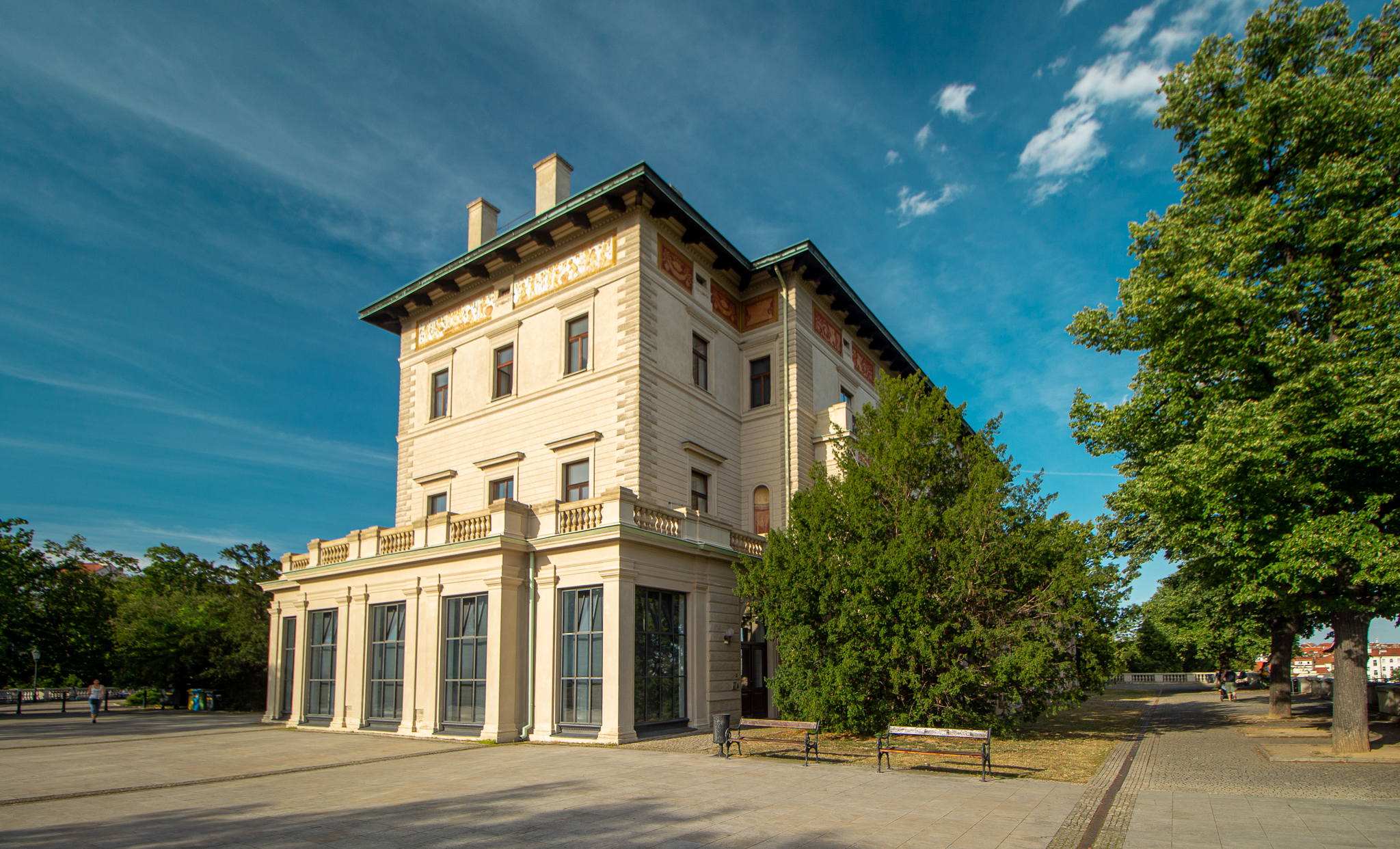
Villa Gröbe in Prag-Vinohrady

Gröbes Familie geriet bald nach seinem Tod in finanzielle Schwierigkeiten und musste sein Domizil samt Parkanlage schließlich 1905 an die Stadt Prag verkaufen. Mit 841.000 Kronen erhielten die Erben nur knapp die Hälfte der Baukosten zurück. Ob Gröbe sich mit dem kostspieligen Bau einfach übernommen hatte oder die tschechisch-nationalistischen Strömungen des späten 19. Jahrhunderts (Motto „Svůj k svému“ – Jeder zu den Seinigen) ihm und seinen ebenfalls deutschstämmigen Geschäftspartnern Probleme bereitet hatten, ist Gegenstand von Spekulationen. Postum kritisierte Národní politika Gröbes ausschließliche finanzielle Zuwendungen an deutsche Vereine und Organisationen.
Obwohl Moritz Gröbe in Prag weitgehend in Vergessenheit geriet, werden die Havlíček-Anlagen in Vinohrady im Volksmund bis heute Grébovka oder Gröbovka genannt. Der elf Hektar große Park wurde 1906 für die Allgemeinheit geöffnet und nach dem Millennium schrittweise revitalisiert. Auch der von Gröbe wiederbelebte, und von den Kommunisten zu Schrebergärten umfunktionierte, alte Weinberg, wurde wieder instand gesetzt.
Der Winzer Pavel Bulánek lobte Moritz Gröbe als Visionär und Europäer:

„Ich halte Gröbe für einen großen Visionär. Auf seine Weise war er ein echter Europäer, der nicht nur Prag zu einem regelrechten Schmuckstück gemacht hat, sondern großartige Ideen für ganz Europa hatte. Er war das Gegenteil der heutigen reichen Populisten wie Donald Trump.“